# Elektroforese
Elektroforese is een natuurkundig proces waarbij geladen deeltjes door een medium bewegen onder invloed van een elektrisch veld. Het geladen deeltje kan een eenvoudig ion zijn, maar ook een eiwit, een DNA-molecuul, een colloïdaal deeltje of zelfs een cel. De snelheid v van zo'n deeltje is afhankelijk van het elektrisch veld E volgens de formule
{\displaystyle v=E\cdot \mu }
waarbij μ staat voor de elektroforetische mobiliteit. De elektroforetische mobiliteit geeft aan hoe snel een deeltje kan bewegen onder invloed van een elektrisch veld. Dit hangt af van de lading, de grootte en de vorm van het deeltje en van de viscositeit van het medium. Voor de berekening van de elektroforetische mobiliteit van grote deeltjes gaat men vaak uit van het zeta-potentiaal van het deeltje.
Diverse analytisch-chemische en bioanalytische scheidingstechnieken zijn gebaseerd op verschillen in elektroforetische mobiliteit van deeltjes. Vooral gel-elektroforese (GE) en capillaire elektroforese (CE) worden vaak gebruikt.
Men kan ten minste de volgende scheidingsprincipes onderscheiden:
- zone-elektroforese (capillaire zone-elektroforese (CZE) wordt vaak simpelweg aangeduid als CE)
- (capillaire) isotachophorese (ITP, cITP)
- (capillair) iso-elektrisch focusseren (IEF, CIEF)